# Departamento de Mitre
Departamento de Mitre är en kommun i Argentina.   Den ligger i provinsen Santiago del Estero, i den centrala delen av landet, 700 km nordväst om huvudstaden Buenos Aires.
Trakten runt Departamento de Mitre består i huvudsak av gräsmarker. Trakten runt Departamento de Mitre är nära nog obefolkad, med mindre än två invånare per kvadratkilometer.